# Ходсон, Кристина
Кристина Ходсон (англ. Christina Hodson) — британская сценаристка, наиболее известная по фильмам «Бамблби» (2018) и «Хищные птицы: Потрясающая история Харли Квинн» (2020).

## Ранняя жизнь
Ходсон родом из Лондона (Англия). Она имеет тайваньское и английское происхождение. Получила образование в средней школе Уимблдона в Лондоне.

## Фильмография
- 2016 — «Взаперти»
- 2017 — «Наваждение»
- 2018 — «Бамблби»
- 2020 — «Хищные птицы: Потрясающая история Харли Квинн»
- 2022 — «Флэш»
- 2022 — «Бэтгёрл»